# 200 باوند من الجمال
200 باوند من الجمال (بالإنجليزية: 200 Pounds Beauty)‏ هو فيلم كوري جنوبي كوميدي ورومنسي صدر في عام 2006 وبني الفيلم على مانجا يابانية كتبها سوزوكي يوميكو والفيلم من اخراج كيم يونغ هوا. القصة تحكي حكاية الفتاة البدينة التي تخضع لعمليات التجميل لتصبح مغنية بوب.

## الحبكة
القصة تروي حكاية هانا المغنية المشهورة التي تعاني من ضعف الثقة بالنفس وأيضاً تم تجاهلها بسبب شكلها السمين والقبيح وفي النهاية اتخذت قراراً حاسماً وهو أن تخضع لعمليات تجميل كاملة لجسمها لتصبح جميلة وتحقق أحلامها ولتكسب حب الشاب سانغ جون.

## الممثلين
- كيم أه جونغ ومثلت في دور هانا
- جو جين مو ومثل في دور الشاب سانغ جون

## الجوائز
الجوائز التي فاز بها:
1. جائزة أفضل ممثلة في مهرجان جائزة الجرس الذهبي في سنة 2007 وراحت للممثلة كيم أه جونغ.
2. جائزة أفضل تصوير سنمائي في مهرجان جائزة الجرس الذهبي في سنة 2007 وذهبت الجائزة إلى بارك هيون شيول.

الجوائز التي رشح إليها :
1. جائزة أفضل مخرج في مهرجان جائزة الجرس الذهبي في سنة 2007 ورشحت إلى كيم يونغ هوا.
2. جائزة أفضل فيلم في مهرجان جائزة الجرس الذهبي في سنة 2007.

## روابط خارجية
- 200 باوند من الجمال على موقع IMDb (الإنجليزية)
- 200 باوند من الجمال على موقع ألو سيني (الفرنسية)
- 200 باوند من الجمال على موقع Turner Classic Movies (الإنجليزية)
- 200 باوند من الجمال على موقع أول موفي (الإنجليزية)
- 200 باوند من الجمال على موقع فيلمافينيتي (الإسبانية)
- 200 باوند من الجمال على موقع قاعدة بيانات الفيلم (الإنجليزية)
- 200 باوند من الجمال على موقع ليتربوكسد (الإنجليزية)
- 200 باوند من الجمال على موقع كينوبويسك (الروسية)